# گی نوبوم
گی نوبوم (فرانسوی: Guy Nosbaum‎؛ ۱۸ مه ۱۹۳۰ – ۱۳ اوت ۱۹۹۶) قایقران روئینگ اهل فرانسه بود.
وی در مسابقات کشوری و بین‌المللی در مجموع برندهٔ ۱ مدال طلا، ۱ مدال نقره شده‌است.